# Shivapur
Shivapur (nepalski: शिवराज नगरपालिका) – gaun wikas samiti w zachodniej części Nepalu w strefie Lumbini w dystrykcie Kapilvastu. Według nepalskiego spisu powszechnego z 2001 roku liczył on 1638 gospodarstw domowych i 10 648 mieszkańców (5290 kobiet i 5358 mężczyzn).